# Liancourt
Liancourt är en kommun i departementet Oise i regionen Hauts-de-France i norra Frankrike. Kommunen ligger i kantonen Liancourt som tillhör arrondissementet Clermont. År 2022 hade Liancourt 6 884 invånare.

## Befolkningsutveckling
Antalet invånare i kommunen Liancourt
| Referens: INSEE |